# Pissonotus nigridorsum
Pissonotus nigridorsum är en insektsart som beskrevs av Metcalf 1923. Pissonotus nigridorsum ingår i släktet Pissonotus och familjen sporrstritar. Inga underarter finns listade i Catalogue of Life.